# Ctenogobius sagittula
Ctenogobius sagittula es una especie de peces de la familia de los Gobiidae en el orden de los Perciformes.

## Morfología
Los machos pueden llegar a alcanzar los 20 cm de longitud total.

## Hábitat
Es un pez de clima subtropical  demersal.

## Distribución geográfica
Se encuentra en el Pacífico oriental: desde San Diego (California, Estados Unidos) hasta el Perú. 

## Observaciones
Es inofensivo para los humanos. 